# Волны (фильм)
«Волны» (англ. Waves) — американский драматический фильм режиссёра и сценариста Трея Эдварда Шульца, вышедший на экраны в 2019 году. Лента попала в десятку лучших фильмов года по версии Национального совета кинокритиков США, а также получила номинацию на премию «Независимый дух» за лучшую женскую роль второго плана (Тейлор Расселл).

## Сюжет
Фильм рассказывает о событиях в жизни внешне благополучной афроамериканской семьи Уильямсов, проживающей в южной Флориде. Отец семейства Рональд давит на своего 18-летнего сына Тайлера, ожидая от него успехов в учёбе и спорте. Тайлер — член школьной команды по борьбе, что должно обеспечить ему попадание в колледж на следующий год. Опасаясь негативной реакции отца, он скрывает от родителей информацию о тяжёлой травме плеча, ставящей крест на его спортивной карьере. Одновременно парень узнаёт о беременности своей школьной подруги и безуспешно пытается заставить её сделать аборт. Тайлер старается заглушить свои переживания выпивкой и наркотиками, что в конце концов приводит к трагической развязке, которая поставит семью на грань распада.

## Актёры и персонажи
- Келвин Харрисон-младший — Тайлер Уильямс
- Тейлор Расселл — Эмили Уильямс, сестра Тайлера
- Стерлинг К. Браун — Рональд Уильямс, отец Тайлера и Эмили
- Лукас Хеджес — Люк, парень Эмили
- Рене Элиз Голдсберри — Кэтрин Уильямс, жена Рональда
- Алекса Деми — Алексис Лопес, подруга Тайлера
- Клифтон Коллинз-младший — Бобби Лопес
- Хармони Корин — Мистер Стэнли

## Производство
В июле 2018 года было объявлено, что Лукас Хеджес, Стерлинг К. Браун, Келвин Харрисон — младший и Тейлор Расселл присоединились к актёрскому составу фильма, режиссурой которого займётся Трей Эдвард Шульц по своему собственному сценарию. Кевин Турен и Джеймс Уилсон спродюсируют фильм, а компания A24 займётся производством и дистрибьюторством. В августе 2018 года к касту присоединилась Алекса Деми.

### Съёмочный процесс
Съёмки фильма начались 9 июля 2018 года во Флориде.

## Выпуск
Премьера фильма состоялась на кинофестивале «Теллурайд» 30 августа 2019 года. Также он был показан на кинофестивале в Торонто 10 сентября 2019 года.

## Критика
Пол Уитингтон из Irish Independent дал фильму 5 звезд из 5. Брайан Таллерико, редактор RogerEbert.com, дал ему 4 звезды из 4 и написал: «Это более глубокий фильм, чем обычная драма о характере, шедевр, от которого трудно уйти, не проверив свои собственные обиды и горе». Эрик Кон из IndieWire поставил фильму пятерку с плюсом, заявив, что «это окончательное заявление о настоящем моменте, вызывающее явный ужас и смелость, связанную с движением вперед, независимо от того, что это значит для будущего».